# 双瓣木犀
双瓣木犀（学名：Osmanthus didymopetalus）为木犀科木犀属下的一个种。

## 扩展阅读
- 維基物種上的相關：双瓣木犀